# KFC in het seizoen 1959/60
Het seizoen 1959/1960 was het vijfde jaar in het bestaan van de Kooger betaaldvoetbalclub KFC. De club kwam uit in de Eerste divisie A en eindigde daarin op de achtste plaats.

## Wedstrijdstatistieken

### Eerste divisie A
|       | BVV   | Excelsior | Fortuna | 't Gooi | GVAV  | Helmond | HVC   | NOAD  | Rigtersbleek | Stormvogels | SVV   | Veendam | Vitesse | De Volewijckers | Wageningen |
| ----- | ----- | --------- | ------- | ------- | ----- | ------- | ----- | ----- | ------------ | ----------- | ----- | ------- | ------- | --------------- | ---------- |
| Thuis | 0 – 2 | 2 – 0     | 2 – 0   | 0 – 2   | 3 – 4 | 0 – 0   | 0 – 0 | 2 – 0 | 3 – 0        | 0 – 1       | 5 – 1 | 1 – 0   | 0 – 0   | 1 – 2           | 1 – 1      |
| Uit   | 2 – 1 | 6 – 1     | 1 – 1   | 1 – 3   | 1 – 0 | 1 – 2   | 0 – 0 | 3 – 0 | 2 – 1        | 1 – 1       | 4 – 2 | 1 – 3   | 3 – 1   | 0 – 1           | 1 – 3      |

## Statistieken KFC 1959/1960

### Eindstand KFC in de Nederlandse Eerste divisie A 1959 / 1960
| Stand | Gespeeld | Gewonnen | Gelijk | Verloren | Punten | Doelpunten voor | Doelpunten tegen |
| ----- | -------- | -------- | ------ | -------- | ------ | --------------- | ---------------- |
| 8e    | 30       | 11       | 7      | 12       | 29     | 39              | 40               |

### Topscorers
| Competitie \| # \| Naam \| \| \| ------ \| ----------------- \| -- \| \| 1. \| Eddy Blok \| 10 \| \| 2. \| Dick Bosschieter \| 7 \| \| 3. \| Henk van Vlierden \| 6 \| \| 4. \| Jaap de Lange \| 4 \| \| 5. \| Frans Keereweer \| 3 \| \| 5. \| Martin Koeman \| 3 \| \| 7. \| Cor Derks \| 2 \| \| 7. \| Cees Molenaar \| 2 \| \| 7. \| Hans Paauwe \| 2 \| \| Totaal \| Totaal \| 39 \| |                   |      |
| # | Naam              | Goal |
| 1. | Eddy Blok         | 10   |
| 2. | Dick Bosschieter  | 7    |
| 3. | Henk van Vlierden | 6    |
| 4. | Jaap de Lange     | 4    |
| 5. | Frans Keereweer   | 3    |
| 5. | Martin Koeman     | 3    |
| 7. | Cor Derks         | 2    |
| 7. | Cees Molenaar     | 2    |
| 7. | Hans Paauwe       | 2    |
| Totaal | Totaal            | 39   |